# Sân bay quốc tế Cairo
Sân bay quốc tế Cairo (IATA: CAI, ICAO: HECA) (Arabic: مطار القاهرة الدولي) là một sân bay dân sự lớn ở thủ đô Cairo, Ai Cập. Đây là trung tâm hoạt động hàng đầu của hãng hàng không EgyptAir. Sân bay này toạ lạc tại Đông Bắc của Cairo, cách trung tâm thành phố khoảng 15 km. Cơ quan quản lý là Cơ quan Sân bay Cairo (CAA).
Năm 2006, sân bay này phục vụ 10.778.097 khách (tăng 5,5% so với năm 2005). Đây là sân bay bận rộn thứ hai ở châu Phi, sau Sân bay quốc tế OR Tambo của Johannesburg.

## Các nhà ga

### Nhà ga 1
Nhà ga hàng không 1 được xây năm 1945. Trong thời kỳ Chiến tranh thế giới thứ hai, Hoa Kỳ đã xây, mới Căn cứ không quân Payne để phục vụ các lực lượng Đồng Minh mà không sử dụng Sân bay Almaza hiện hữu cách đó 5 km. Khi quân Mỹ rời căn cứ này cuối cuộc chiến, Cơ quan Hàng không Dân dụng đã tiếp quản và sử dụng căn cứ này làm sân bay dân dụng quốc tế. Năm 1963, Sân bay quốc tế Cairo đã thay thế Sân bay Heliopolis cũ nằm ở khu vực Hiki-Step của Cairo.
Nhà ga bao gồm Sảnh đi 1, Sảnh quốc tế 3 và Sảnh 4 phục vụ cho tàu bay tư nhân và phi thương mại. Theo nâng cấp gần đây, Cơ quan Hàng không Dân dụng đã cho phá bỏ Sảnh 3 trước đây sử dụng cho đi và đến nội địa để xây lại một sảnh mới cho đến quốc tế.

### Nhà ga 2
Nhà ga 2 được khánh thành năm 1986. Nhà ga này ban đầu dành cho phục vụ các hãng hàng không châu Âu, Viễn Đông và vùng Vịnh và châu Phi cận Sahara. Sau sự kiện 11 tháng 9, tất cả các chuyến bay đến Mỹ và Canada, bao gồm các chuyến bay của hãng EgyptAir, được chuyển đến Nhà ga 2. EgyptAir kể từ đó đã chuyển các chuyến bay đi Bắc Mỹ đến Nhà ga 1 sau khi nhà ga này hoàn thành việc nâng cấp.
Các sảnh đi và đến nằm cạnh nhau trên một tầng. Ở đây có cửa hàng miễn thuế tại khu trung chuyển. Kiến trúc của nhà ga này hạn chế khả năng mở rộng, Khi hơn 3 chuyến bay làm thủ tục đi cùng lúc hoặc 2 chuyến bay đến một lục thì có sự tắc ngẽn lớn.

### Nhà ga 3
Do sự tăng trưởng vận chuyển và sự hạn chế của Nhà ga 2, Nhà ga 3 đã được bắt đầu xây dựng và dự định mở cửa tháng 3 năm 2008. Nhà ga này nằm cạnh Nhà ga 2, hai nhà ga có cầu nối với nhau. Nhà ga này rộng 164.000 m² có 3 tầng, có 3 cổng có thể phục vụ tàu bay Airbus A380.

## Các hãng hàng không
Đến tháng 2 năm 2008, các hãng hàng không sau đây hoạt động tại Sân bay quốc tế Cairo:
- Aegean Airlines (Athens)
- Aeroflot (Moscow-Sheremetyevo)
- Afriqiyah Airways (Tripoli)
- Air Algérie (Algiers)
- Air France (Paris-Charles de Gaulle)
- Air Malta (Luqa) [seasonal]
- Air Sinai (Tel Aviv)
- Alexandria Airlines (Alexandria, Aqaba, Luxor and other charter destinations)
- Alitalia (Milan-Malpensa, Rome-Fiumicino)
- Austrian Airlines (Vienna)
- AMC Airlines (Istanbul-Sabiha Gokcen, Luxor, Paris-Charles de Gaulle, Sharm El Sheikh and various charter routes - nội địa và quốc tế)
- British Airways (London-Heathrow)
- Buraq Air (Tripoli)
- Croatia Airlines (Zagreb) (từ 02.05.08)
- Cairo Aviation (various charter routes - nội địa và quốc tế)
- Cyprus Airways (Larnaca)
- Czech Airlines (Prague)
- Delta Air Lines (New York-JFK)(từ 04.06.08)
- EgyptAir (Abu Dhabi, Abu Simbel, Accra, Addis Ababa, Aleppo, Alexandria, Algiers, Amman, Amsterdam, Asmara, Assiut, Aswan, Athens, Bahrain, Bangkok-Suvarnabhumi, Barcelona, Beijing, Beirut, Benghazi, Berlin-Schönefeld, Brussels, Budapest, Casablanca, Damascus, Dammam, Doha, Dubai, Düsseldorf, Entebbe, Frankfurt, Geneva, Guangzhou, Hurghada, Istanbul-Atatürk, Jeddah, Johannesburg, Kano, Khartoum, Kuala Lumpur, Kuwait, Lagos, Larnaca, Lisbon, London-Heathrow, Luxor, Kuwait, Madrid, Madina, Milan-Malpensa, Moscow-Domodedovo, Mumbai, Munich, Muscat, Nairobi, New York-JFK, Osaka-Kansai, Paphos, Paris Charles-de-Gaulle, Riyadh, Rome-Fiumicino, Sanaa, Sharjah, Sharm El Sheikh, Tokyo-Narita, Tripoli, Tunis, Vienna)
- EgyptAir Express (Alexandria, Aswan, Hurghada, Luxor, Mersa Metruh, Marsa Alam, Sharm El Sheikh)
- El Al (Tel Aviv)
- Emirates (Dubai)
- Ethiopian Airlines (Addis Ababa, Khartoum)
- Etihad Airways (Abu Dhabi)
- Eurocypria Airlines (Paphos)
- Gulf Air (Abu Dhabi, Bahrain, Muscat)
- Iberia Airlines (Barcelona, Madrid)
- Iraqi Airways (Baghdad)
- Jetairfly (Brussels)
- Kenya Airways (Khartoum, Nairobi)
- KLM (Amsterdam)
- Koral Blue Airlines (Hurghada, Sharm el Sheikh)
- Korean Air (Seoul-Incheon)
- Kuwait Airways (Kuwait)
- Libyan Airlines (Benghazi, Sebha, Tripoli)
- Lotus Air (Gdansk, Hurghada, Paris-Charles de Gaulle, Sharm el Sheikh, Warsaw)
- Lufthansa (Frankfurt)
- Luxor Air (various charter routes - nội địa và quốc tế)
- Middle East Airlines (Beirut)
- Nile Air (launches in 2008)
- Olympic Airlines (Athens)
- Oman Air (Muscat)
- Petroleum Air Services (various domestic airports and oilfield airstrips)
- Qatar Airways (Doha)
- Royal Air Maroc (Casablanca, Riyadh)
- Royal Jordanian (Amman, Aqaba)
- Saudi Arabian Airlines (Dammam, Jeddah, Madina, Riyadh)
- Singapore Airlines (Singapore)
- Sudan Airways (Khartoum, Port Sudan)
- Swiss International Air Lines (Zürich)
- Syrian Arab Airlines (Aleppo, Damascus, Latakia)
- TAROM (Amman, Bucharest-Otopeni)
- Turkish Airlines (Istanbul-Atatürk)
- TUIfly (Berlin-Tegel, Cologne/Bonn, Munich)
- Tunis Air (Tunis)
- Uzbekistan Airways (Tashkent)
- Yemenia (Aden, Sanaa)

### Cargo airlines
- Egyptair Cargo (Frankfurt-Hahn, Kharthoum, Sharjah, Bordeaux, Ostend, London-Stansted)
- Tristar Air (Los Angeles, New York-LaGuardia, Manston, Sharm El Sheikh)
- Royal Jordanian (Amman, Aqaba)
- Air France Cargo(Paris-Charles de Gaulle, Lyon, Marseille)
- Saudi Arabian Airlines (Medinah, Riyadh, Jeddah, Dammam)
- Ethiopian Airlines (Addis Abeba)
- Thai Airways International (Bangkok-Suvarnabhumi, Phuket, Karachi)
- DAS Air Cargo (Manston)
- Lufthansa Cargo (Frankfurt)
- MK Airlines Cargo (Manston, Ostend)